# قیرگیاه آرژانتینی
قیرگیاه آرژانتینی (نام علمی: Flourensia polyclada) نام یک گونه از سرده قیرگیاه است.